# 201 př. n. l.

## Události
- po porážce Hannibala (203 př. n. l.) uzavřelo Kartágo mír s Římem, vzdalo se v jeho prospěch Hispánie a zavázalo se neválčit bez jeho svolení. Tímto skončila druhá punská válka.
- v bitvě u Castrum Mutilum porazili Keltové římské oddíly

## Hlavy států
- Čína – Kao-cu (206–195 př. n. l.)
- Seleukovská říše – Antiochos III. Megás (223–187 př. n. l.)
- Řecko-baktrijské království – Euthydemus I. (230–200 př. n. l.)
- Parthská říše – Arsakés II. (211–185 př. n. l.)
- Egypt – Ptolemaios V. Epifanés (204–180 př. n. l.)
- Bosporská říše – Hygiainon (220–200 př. n. l.)
- Pontus – Mithridates III. (220–185 př. n. l.)
- Kappadokie – Ariarathes IV. (220–163 př. n. l.)
- Bithýnie – Prusias I. (228–182 př. n. l.)
- Pergamon – Attalos I. (241–197 př. n. l.)
- Sparta – Nabis (206–192 př. n. l.)
- Athény – Euthycritus (202–201 př. n. l.) » Nicophon (201–200 př. n. l.)
- Makedonie – Filip V. (221–179 př. n. l.)
- Epirus – vláda épeiroské ligy (231–167 př. n. l.)
- Římská republika – konzulové Cn. Cornelius Lentulus a Publius Aelius Paetus (201 př. n. l.)
- Numidie – Masinissa (202–148 př. n. l.)